# Manuel José Cepeda Espinosa
Manuel José Cepeda Espinosa (Bogotá, 6 de enero de 1963) es un jurista colombiano. Durante seis años fue Consejero Presidencial (1987-1993) de dos presidentes de Colombia a lo largo del proceso constituyente que culminó con la convocatoria de la Asamblea Constituyente en 1990 y la aprobación de una nueva Constitución en 1991, que derogó la vigente desde 1886. Contribuyó al desarrollo de la Constitución de 1991, en especial de la Corte Constitucional, la Acción de Tutela y la Carta de Derechos. Fue magistrado de la Corte Constitucional de Colombia (2001-2009) y fue presidente de la Corte de junio de 2005 a abril de 2006. Después de que terminó su mandato, ha combinado las actividades académicas con otros compromisos. Entre 2013 y 2022 fue Co-Agente de Colombia ante la Corte Internacional de Justicia en los dos casos iniciados por Nicaragua contra Colombia en 2013. Fue miembro del equipo de negociación sobre Justicia Transicional en el proceso de paz con las FARC. De 2014 a 2018 ha sido presidente de la Asociación Internacional de Derecho Constitucional, de la cual ahora es Presidente Emérito. Ejerce como abogado y árbitro. 

## Biografía
Hijo del profesor de derecho y exministro Fernando Cepeda Ulloa y de Gloria María Espinosa. Se graduó como abogado con tesis magna cum laude de la Universidad de los Andes, en Bogotá en 1986. Luego recibió su Maestría en Derecho de la Facultad de Derecho de Harvard en 1987.
Siendo estudiante de la Universidad de los Andes ayudó en la redacción de proyectos de ley al entonces representante a la Cámara de Risaralda, César Gaviria. Al terminar sus estudios en la Universidad de Harvard regresó a Colombia por solicitud de Gaviria, en ese entonces Ministro de Gobierno, para trabajar en el gobierno de Virgilio Barco.  
De 1987 a 1990, se desempeñó como asesor del presidente Barco para asuntos jurídicos, constitucionales y políticos.En 1988, preparó el documento constitucional para sustentar la convocatoria de un plebiscito que abrió el camino para que la Constitución pudiera ser reformada por una Asamblea Constituyente. En 1990, el presidente Virgilio Barco, después de que se hubiera depositado en las elecciones de corporaciones públicas de marzo de 1990 la llamada Séptima Papeleta, con la asesoría de Manuel José Cepeda decidió dictar el Decreto 927 de 1990 para que en las elecciones presidenciales del 27 de mayo de 1990 los ciudadanos pudieran libremente votar formalmente por la convocatoria de una Asamblea Constituyente elegida popularmente.    
De 1990 a 1993, fue  Consejero del presidente César Gaviria Trujillo para la Asamblea Constituyente de Colombia y luego para el Desarrollo de la Constitución de 1991. Como Consejero, Cepeda tuvo varias responsabilidades, como recomendar el sustento jurídico para que los ciudadanos pudieran elegir a los miembros de la Asamblea Constituyente el 9 de diciembre de 1990, promover la agenda de debate público sobre las reformas constitucionales deseables, elaborar el proyecto de nueva constitución que presentó el presidente César Gaviria a la Asamblea Constituyente, y representar al gobierno en la Comisión Codificadora que sometió a la plenaria de la Asamblea el texto de nueva constitución para deliberación y aprobación final.
De 1993 a 1995, fue Embajador de Colombia en la UNESCO y luego en la Confederación Helvética (1995-1996). Regresó a Colombia en 1996 y se desempeñó como Decano de la Facultad de Derecho de la Universidad de los Andes hasta el año 2000.
En 2001 fue elegido por el Senado magistrado de la Corte Constitucional  y  del 10 de junio de 2005 al 9 de abril de 2006 asumió su presidencia.
Fue ponente de varias sentencias que han tenido un alto impacto en el área respectiva. Las más conocidas son la sentencia que declaró un estado de cosas inconstitucional ante la violación estructural de los derechos de la población desplazada en 2004, la sentencia que protegió el derecho a la salud como derecho fundamental y ordenó que se adoptaran las regulaciones para superar las fallas sistémicas que impedían el goce efectivo del derecho a la salud para todos en condiciones de igualdad. en 2008, y la sentencia de 2005 sobre la primera reelección presidencial que avaló la reforma constitucional que la permitió pero siempre que fuera por una sola vez, condición que fue aplicada por la Corte al declarar inconstitucional  en 2010 la reforma constitucional que autorizaba una segunda reelección presidencial. Otras sentencias recordadas son la que declara la constitucionalidad condicionada del Tribunal Penal Internacional, la sentencia que establece los criterios para dar en adopción a un menor sin violar la voluntad de la madre, aquella que declara inconstitucional el IVA a los productos de la canasta familiar, y los fallos que protegen la libertad de expresión y la libertad de prensa al establecer presunciones en favor de dichas libertades por tener un lugar preferencial en una democracia. [cita requerida]
Entre los casos que asumió Cepeda como abogado están también: la Emergencia Invernal, la Reforma a la Justicia, el fuero militar o la ley estatutaria del derecho fundamental a la salud.Ha sido árbitro en varios casos de derecho administrativo y fue miembro de la Corte de Arbitraje de la Cámara de Comercio de Bogotá.
Tiene una visión moderna y progresista del derecho. Lo más importante, según su opinión, es que el derecho responda a la realidad de las personas y la sociedad. Esto riñe con el tradicional formalismo del derecho colombiano, razón por la cual sus opiniones son en ocasiones criticadas por sectores tradicionales o conservadores de la academia o la política del país.[cita requerida]
En julio de 2015 formó parte del grupo de trabajo por parte del gobierno colombiano junto al rector del Externado, Juan Carlos Henao, y el profesor estadounidense Doug Cassel para el tema de justicia en las negociaciones de los acuerdos de paz y en septiembre fue uno de los miembros de la delegación del Presidente Santos en el histórico encuentro celebrado en La Habana entre el presidente Santos, Rodrigo Londoño y Raúl Castro cuando se firmó el acuerdo para la Jurisdicción Especial para la Paz. Cepeda, clave en el proceso de construir el acuerdo de justicia fue también clave para explicar sus alcances y aclarar, por ejemplo, que no se había negociado la forma de juzgamiento a los expresidentes, un tema que tomó relevancia cuando el fiscal propuso que el nuevo tribunal pudiera juzgar a Álvaro Uribe.
Desde 2013 fue designado Co-Agente de Colombia en la Corte Internacional de La Haya en los dos pleitos de Colombia con Nicaragua sobre delimitación marítima. En esa condición, orientó junto con el Agente Carlos Gustavo Arrieta el equipo que condujo a dos fallos favorables para Colombia.En la sentencia de 2022., la Corte Internacional de Justicia respaldó la zona contigua integral en el Archipiélago de San Andrés, Providencia y Santa Catalina. En la sentencia de 2023, la Corte concluyó que no se daban los supuestos para proceder a delimitar la plataforma continental extendida que Nicargua alegaba tener, acogiendo así la tesis defendida por Colombia desde su contramemoria en el sentido de que la plataforma extendida de un Estado no puede invadir la zona económica exclusiva de otro Estado.
De 2014 a 2018 ha sido presidente de la Asociación Internacional de Derecho Constitucional.Participa frecuentemente en eventos académicos en Estados Unidos, Europa, Australia y China. Fue invitado a dictar la MasterClass en el Instituto Max Planck de Heidelberg en 2018 sobre constitucionalismo transformador a partir de la experiencia de Colombia. Sobre el mismo tema dictó la MasterClass en la Universidad de Melbourne en 2019.
Es autor de varios libros de derecho constitucional.

## Premios y condecoraciones
- Orden de Boyacá , en el grado de Gran Cruz (1993)